# Гроапа Туфеј (Вранча)
Гроапа Туфеј (рум. Groapa Tufei) насеље је у Румунији у округу Вранча у општини Гура Калицеј. Oпштина се налази на надморској висини од 247 m.

## Становништво
Према подацима из 2002. године у насељу је живело 67 становника, од којих су сви румунске националности.